# 九蟠村
九蟠村（くばんそん）は、岡山県上道郡にあった村。現在の岡山市東区の一部にあたる。

## 地理
吉井川河口右岸の平坦地に位置していた。
- 海洋：児島湾[2]

## 歴史
- 1889年（明治22年）6月1日、町村制の施行により、上道郡豊田村、九蟠村が合併して村制施行し、九蟠村が発足[1][2]。旧村名を継承した豊田、九蟠の2大字を編成[2]。
- 1953年（昭和28年）2月1日、上道郡古都村・西大寺町・可知村・光政村・津田村・金田村、邑久郡豊村・太伯村・幸島村・邑久町（一部）と合併し、市制施行し西大寺市を新設して廃止された[1][2]。

### 地名の由来
元禄5年（1692年）に開拓された沖新田の九番丁場（工区）に当たるため。

## 産業
- 農業、漁業[2]